# Atlus
Atlus Co., Ltd. (株式会社アトラス?, Kabushiki gaisha Atorasu, precedentemente SEGA Dream Corporation) è un'azienda giapponese che produce, pubblica e distribuisce videogiochi, con sede a Shinagawa, Tokyo. Sussidiaria della kabushiki kaisha SEGA, è nota soprattutto per aver sviluppato le serie di videogiochi Megami Tensei, Persona, Devil Summoner, Etrian Odyssey, Trauma Center, e Catherine, tra le tante. La mascotte aziendale della Atlus è Jack Frost (ジャックフロスト?, Jakku Furosuto), uno degli spiritelli del franchise Megami Tensei. Oltre che per i videogiochi, l'azienda è conosciuta anche per la produzione di cabine purikura.

## Storia
Atlus venne fondata il 7 aprile 1986. Inizialmente era dedita allo sviluppo di videogiochi per altre compagnie fino al 1989 quando pubblicò il suo primo videogioco. Successivamente iniziò a produrre giochi destinati alle sale arcade pubblicando BlaZeon, nel 1992 e Print Club, nel 1995. Ideato da Sasaki Miho e sviluppato in collaborazione con SEGA, Print Club fu la prima macchina purikura. Forte di questo successo, nel 2000 Atlus formò una joint venture con Kadokawa Shoten  e nel 2001 acquisì lo studio di sviluppo Career Soft, editore della serie Growlanser. Career Soft venne poi sciolta e il suo staff inglobato nel team di sviluppo principale di Atlus. Durante tale periodo il ruolo di direttore esecutivo venne affidato a Maki Matsubara. Atlus venne poi acquisita prima, nel 2003, dalla società di giocattoli Takara e successivamente, nel 2006, dalla Index Holdings. Il 31 ottobre 2003 Kouji "Cozy" Okada, uno dei sei fondatori di Atlus e co-creatore della serie Megami Tensei, abbandonò la compagnia. Il 30 agosto 2010 venne perfezionata la fusione tra Index e Atlus e il 9 novembre Index Holdings venne rinominata Index Corporation. Tuttavia quest'ultima venne indagata nel 2013 per frode. Masami e Yoshimi Ochiai, CEO dell'epoca, furono accusati di falsificare i bilanci dell'azienda per mascherarne l'insolvenza ed evitarne la rimozione dall'indice JASDAQ. I debiti di Index ammontavano a circa 24,5 miliardi di yen e, nonostante aver presentato istanza di riabilitazione, il 28 giugno venne dichiarata la bancarotta. Il 18 settembre 2013 Sega, tramite la sussidiaria SEGA Dream Corporation, acquisì Index per 14 miliardi di yen. Il 18 febbraio 2014 Sega comunicò la scissione dal prossimo anno fiscale di Index Corporation in due entità distinte rendendo così Atlus completamente indipendente dalla "nuova" Index. Per l'occasione il logo ha subito un piccolo restyling.

## Filiali internazionali
Per la pubblicazione in occidente, la Atlus ha due filiali: una per il Nordamerica, Atlus West (precedentemente Atlus USA) fondata nel 1991, ed una per il mercato europeo, fondato nel 2017. Per lo sviluppo dei videogiochi, l'azienda possiede tre divisioni: Team Maniax, P-Studio, e Studio Zero.

## Videogiochi
- BlaZeon (editore)
- Groove On Fight (sviluppatore)
- High Velocity (editore)
- Space Griffon VF-9 (editore per il Nordamerica)

## Media basati su videogiochi Atlus
- Shin Megami Tensei: Tokyo Mokushiroku
- Shin Megami Tensei: Devil Children
- Shin Megami Tensei: Devil Children 2 Light & Dark
- Devil Survivor 2 The Animation
- Persona: Trinity Soul
- Persona 3 The Movie - #1: Spring of Birth
- Persona 3 The Movie - #2: Midsummer Knight's Dream
- Persona 3 The Movie - #3: Falling Down
- Persona 3 The Movie - #4: Winter of Rebirth
- Persona 4: The Animation
- Persona 4: The Golden Animation
- Persona 5: The Animation

### Annotazioni
1. ↑  In Giappone, col termine purikura (プリクラ?), ci si riferisce a cabine fotografiche per fotoadesivi, molto popolari nell'Asia dell'est.

### Fonti
1. ↑   Copia archiviata, su atlus.co.jp. URL consultato l'8 gennaio 2010 (archiviato dall'url originale l'11 gennaio 2008).
2. ↑   atlus.co.jp,  https://www.atlus.co.jp/recruit/about/company/.
3. ↑  (JA) アトラスについて, su アトラス公式サイト. URL consultato il 5 agosto 2020.
4. ↑  (EN) Jeremy Parish, The Shin Megami Tensei games beginner’s guide, su Polygon, 1º agosto 2018. URL consultato il 5 agosto 2020.
5. ↑   How Japan’s ‘purikura’ photo booths are surviving selfies - Taipei Times, su taipeitimes.com, 2 agosto 2020. URL consultato il 5 agosto 2020.
6. ↑  (EN) I. G. N. Staff, Atlus Forms Partnership With Kadokawa Shoten, su IGN, 28 luglio 2000. URL consultato il 4 settembre 2024.
7. ↑  (EN) I. G. N. Staff, Atlus Acquires Career Soft, su IGN, 30 ottobre 2001. URL consultato il 4 settembre 2024.
8. ↑   Cambiamenti in casa Atlus, su GameSurf. URL consultato il 4 settembre 2024.
9. ↑  (EN) Takara Acquires Atlus, su www.gamedeveloper.com. URL consultato il 4 settembre 2024.
10. ↑   News di Matteo Tabai Contributor, Arrestato per truffa l'ex CEO di Atlus, su Eurogamer.it, 28 maggio 2014. URL consultato il 4 settembre 2024.
11. ↑   Index Corporation dichiara la bancarotta, su SpazioGames, 28 giugno 2013. URL consultato il 4 settembre 2024.
12. ↑  (EN) Sega dividing Index into two companies: Index and Atlus, su Gematsu, 18 febbraio 2014. URL consultato il 4 settembre 2024.
13. ↑   di Pasquale Parisi Aggiornato: Mercoledì 19 Novembre 2014 05:29 Pubblicato: Martedì 01 Aprile 2014 12:15, Atlus riparte dal logo, su IGN Italia, 1º aprile 2014. URL consultato il 4 settembre 2024.
14. ↑   Atlus stabilisce una sede in Europa, su Persona Portal, 24 agosto 2017. URL consultato il 5 agosto 2020.